# Trình tự Shine–Dalgarno
Trình tự Shine–Dalgarno (SD) là một vị trí gắn kết ribosome trong RNA thông tin ở vi sinh vật cổ và vi khuẩn, thường nằm xung quanh 8 base ở ngược dòng so với AUG codon bắt đầu. Chuỗi RNA giúp tuyển ribosome vào RNA thông tin (mRNA) để bắt đầu tổng hợp protein bằng cách căn chỉnh ribosome với codon khởi đầu.
Trình tự Shine–Dalgarno tồn tại cả trong vi khuẩn và vi sinh vật cổ. Nó cũng có mặt trong một số bản sao của lục lạp và ty thể. Trình tự liên ứng gồm sáu base là AGGAGG; ở vi khuẩn Escherichia coli, ví dụ, trình tự là AGGAGGU, trong khi đó trình tự phụ GAGG chiếm ưu thế trong các gen đầu của vi rút E. coli là T4.
Trình tự Shine–Dalgarno được đề xuất bởi các nhà khoa học người Úc John Shine và Lynn Dalgarno.

## Nhận diện

### Miền bắt đầu dịch mã
Sử dụng một phương pháp được phát triển bởi Hunt, Shine và Dalgarno cho thấy rằng ở E.Coli: đoạn nucleotide ở đầu 3 'của RNA ribosome 16S (rRNA) (có nghĩa là điểm kết thúc của khởi đầu dịch mã) thì giàu các pyrimidine. Họ đã đề xuất rằng các nucleotide thuộc ribosome này nhận ra chuỗi AGGAGGU giàu purin bổ sung, được tìm thấy ở ngươc dòng AUG là codon bắt đầu trong một số mRNA được tìm thấy trong các virus lây nhiễm E. coli.  Nhiều nghiên cứu đã xác nhận rằng ghép nối base giữa trình tự Shine–Dalgarno trong mRNA và kết thúc 3 'của rRNA 16S có tầm quan trọng hàng đầu để bắt đầu dịch bởi ribosome của vi khuẩn.
Với mối quan hệ bổ sung giữa rRNA và trình tự Shine–Dalgarno trong mRNA, nó được đề xuất rằng trình tự ở đầu 3'của rRNA xác định khả năng của ribosome nhân sơ để dịch mã một gen cụ thể trong một mRNA. Kết nối base giữa đầu tận cùng 3' của rRNA và trình tự Shine–Dalgarno trong mRNA là một cơ chế mà theo đó tế bào có thể phân biệt giữa các AUG mở đầu dịch mã và các chuỗi AUG bên trong và/hoặc ngoài khung đọc. Mức độ ghép nối base cũng đóng một vai trò trong việc xác định tỷ lệ bắt đầu tại các codon mở đầu AUG khác nhau.

### Kết thúc dịch mã
Năm 1973, Dalgarno và Shine đề xuất rằng trong sinh vật nhân chuẩn, đầu 3'-rRNA tiểu phần 18S có thể đóng một vai trò trong việc chấm dứt tổng hợp protein bằng cách ghép cặp base bổ sung với codon kết thúc. Điều này xuất phát từ quan sát của họ rằng chuỗi 3 'của rRNA 18S từ Drosophila melanogaster, Saccharomyces cerevisiae, và tế bào thỏ giống hệt nhau là GAUCAUUA-3'OH.  Việc bảo tồn trình tự này giữa các sinh vật nhân chuẩn có họ hàng xa xôi như vậy ngụ ý rằng đường nucleotide này đóng một vai trò quan trọng trong tế bào. Vì trình tự bảo thủ này chứa trình tự bổ sung của mỗi ba codon kết thúc ở sinh vật nhân chuẩn (UAA, UAG và UGA) nên nó được đề xuất đóng một vai trò trong việc chấm dứt tổng hợp protein ở sinh vật nhân chuẩn. Một vai trò tương tự cho đầu 3' của rRNA 16S  trong việc nhận ra bộ ba kết thúc ở E. coli đã được đề xuất vào năm 1974 bởi Shine và Dalgarno trên cơ sở các mối quan hệ bổ sung giữa kết thúc đầu 3'-UUA-OH trong rRNA 16S và bộ ba kết thúc của E. coli. Trong thực khuẩn thể F1, một loại virus lây nhiễm vi khuẩn, trình tự mã hóa cho một số amino acid đầu tiên thường chứa ba cặp kết thúc trong hai khung đọc chưa sử dụng. Trong một bình luận về bài báo này, nó đã được lưu ý rằng ghép nối base bổ sung với kết thúc đầu 3' của rRNA 16S có thể đóng vai trò ngừng hình thành liên kết peptide sau khởi đầu ngoài pha.